# Solonghello
Solonghello, (Slonghé en piemontès) és un municipi situat al territori de la província d'Alessandria, a la regió del Piemont (Itàlia).
Limita amb els municipis de Camino, Mombello Monferrato, Pontestura i Serralunga di Crea.
Pertany al municipi la frazione de Fabiano.